# École supérieure d'art du Nord-Pas-de-Calais
L'école supérieure d'art du Nord-Pas-de-Calais est un établissement public de coopération culturelle (EPCC) regroupant l'ensemble des écoles supérieures d'art du Nord-Pas-de-Calais faisant partie de l'association régionale des écoles d'art du Nord-Pas-de-Calais.
Engagée en 2003, cette structure s'est développée en 2007. À la fin de 2010, à la suite de la difficulté de mise en place entre les quatre villes participant au projet, ce sont trois EPCC qui ont été créés : L'école supérieure d'art du Nord-Pas-de-Calais/Cambrai, l'école supérieure d'art du Nord-Pas-de-Calais/Dunkerque-Tourcoing, et l'école supérieure d'art et de design de Valenciennes. Le processus fédératif reste néanmoins d'actualité.
Il s'agit de regrouper quatre écoles réparties sur quatre villes de la région, Cambrai, Dunkerque, Tourcoing et Valenciennes : 
- École supérieure d'art de Cambrai
- École régionale des beaux-arts de Dunkerque
- École régionale supérieure d'expression plastique de Tourcoing
- École supérieure d'art et de design de Valenciennes